# Rhadiurgus variabilis
Rhadiurgus variabilis là một loài ruồi trong họ Asilidae. Rhadiurgus variabilis được Zetterstedt miêu tả năm 1838. Loài này phân bố ở vùng Cổ Bắc giới.